# Feltria conjunctella
Feltria conjunctella är en kvalsterart som beskrevs av Herbert Habeeb 1955. Feltria conjunctella ingår i släktet Feltria och familjen Feltriidae. Inga underarter finns listade i Catalogue of Life.